# Kurt Vespermann
Kurt Vespermann, född 1 maj 1887 i Kulmsee, Västpreussen, Kejsardömet Tyskland (nu Chełmża, Polen), död 13 juli 1957 i Berlin, var en tysk skådespelare. Vespermann filmdebuterade 1915 och medverkade fram till 1957 i över 200 filmer. Han syntes i biroller av alla slag, och under 1950-talet blev han åter mer uppmärksammad efter roller i populära tyska filmer.
Han var gift med skådespelaren Lia Eibenschütz och far till skådespelaren Gerd Vespermann.

## Filmografi, urval
- 1928 – Oerfarna flickor
- 1929 – Asfalt
- 1929 – Gunstlingen
- 1930 – Pension Schöller
- 1931 – Ronny
- 1932 – 13 vid bordet
- 1932 – Bröllopsnatten
- 1932 – Obunden kärlek
- 1932 – Skottet i daggryningen
- 1933 – Polisens villebråd
- 1935 – Förgät mig ej
- 1939 – Det var en berusande balnatt
- 1941 – Fy, så'na karlar!
- 1949 – Syndens väg
- 1956 – Vor Sonnenuntergang